# سیل ۱۳۹۸ لرستان
از روز ۵ فروردین سال ۱۳۹۸ همزمان با اعلام سازمان هواشناسی مبنی ورود سامانهٔ بارشی متراکم در شمال و غرب ایران، بر اثر بارندگی‌های شدید در شهرهای استان لرستان از جمله خرم‌آباد، معمولان، کوهدشت، پلدختر، نورآباد، ویسیان و دورود سیل ایجاد شد. این سامانهٔ بارشی در دو موج در تاریخ‌های ۵ تا ۹ فروردین و نیز موج دوم از ۱۱ تا ۱۳ فروردین موجب ایجاد سیلاب و خسارت در شهرستان‌های استان لرستان شد. در این استان شهر پلدختر بیشتر بارش را با ۱۰۸ میلی‌متر در تاریخ ۵ فروردین داشت. در موج دوم بارش‌ها نیز، خساراتی همچون رانش زمین و به زیر آب رفتن بخش‌هایی از دورود، خرم‌آباد، معمولان و پلدختر گزارش شد. در پی وقوع سیل در این مناطق، ارتش جمهوری اسلامی ایران امکانات لجستیکی خود را از استان کرمانشاه به لرستان اعزام کرد.

## گستره
در موج دوم بارش‌ها در ۱۲ فروردین بارش‌ها موجب ایجاد سیلاب و بعضی خسارت‌ها در برخی شهرستان‌های استان لرستان مانند کوهدشت، معمولان، خرم‌آباد، پلدختر، نورآباد و ویسیان شد.
شبکه خبر جمهوری اسلامی ایران به نقل از استاندار لرستان اعلام کرد سیل به‌طور کامل در پلدختر فروکش کرده و خسارت مادی فروانی به این شهر وارد شده‌است اما تلفات جانی گزارش نشده‌است. پلدختر و معمولان در استان لرستان از جمله مناطقی بودند که بر اساس گزارش‌ها در وضعیت بحرانی قرار داشتند.
در دورود، طغیان رودخانه تیره و سر ریز شدن سد مروک، باعث شد که مقامات دستور به تخلیه ۸ روستا در بخش مرکزی شهر و تخلیه منازل در جوار رودخانه را بدهند.
رضا میرزایی، مدیرعامل شرکت آب منطقه‌ای استان لرستان در مورد حجم سیل لرستان بیان کرد که حجم سیلاب‌های ششم و دوازدهم فروردین‌ماه معادل ۳ میلیارد و ۱۰۰ میلیون مترمکعب بوده‌است و دبی سیلاب رودخانه کشکان در پل‌دختر به بیش از پنج هزار مترمکعب در ثانیه رسیده بوده‌است.
علی‌اصغر پیوندی رئیس جمعیت هلال احمر جمهوری اسلامی ایران نیز در پیامی توئیتری در خصوص وضعیت استان لرستان نوشت:

سیل گلستان در شهر ماند، در لرستان اما نه شهر و خانه بلکه همه زیر ساخت‌ها راهم با خود برده. پل‌ها و جاده‌ها با سیل رفته‌اند و مسیر ارتباط زمینی با بیشتر شهرهای سیل زده قطع است. بالگردها پای کارند اما راه که نباشد کار امداد سخت است. به یک حرکت جهادی برای باسازی زیر ساختها نیازمندیم.

## خسارات
براساس این گزارش برآورد اولیه خسارت سیل در استان لرستان بیش از ۱۵ هزار میلیارد ریال است. همچنین ۱۵ نفر بر اثر سیل در این استان جان خود را از دست دادند و حدود ۲۵۶ نفر نیز مصدوم شدند.

### واحدهای مسکونی
به گفته مسعود رضایی مدیرکل بنیاد مسکن استان لرستان براساس برآورد اولیه حدود ۳۶۰۰ خانه بر اثر سیل خسارت دیده‌اند که آمار نهایی تا حدود دو برابر نیز خواهد رسید. او همچنین اعلام کرد سیل در استان لرستان به ۷۲۰۰۰ واحد مسکونی خسارت وارد کرده‌است و تعداد ۴۹ روستا نیز در لرستان دچار رانش گردیده‌اند.
مرادپور، معاون استانداری لرستان نیز اعلام کرد که بر اثر طغیان سه رودخانه در خرم‌آباد، سیلاب گسترده و پرحجم وارد بسیاری از خیابان‌ها، میدان‌ها، خانه‌ها، و ساختمان‌های این شهر شده‌است.
وی همچنین بیان کرد: «در برخی نقاط شدت آب به حدی بالا بوده که موجب تخریب دیوارهای منازل شده‌است.»

### بناهای تاریخی
سیدامین قاسمی مدیرکل میراث فرهنگی لرستان در اظهار نظری بیان کرد: برخی آثار برجسته تاریخی لرستان از جمله پل‌های کشکان، افرینه، کلهر و پلدختر و پل تاریخی گپ بر اثر سیلاب‌های اخیر دچار آسیب جدی شده‌اند. وی مهم‌ترین این آسیب‌ها را رانش تپه قلعه فلک الافلاک دانست که بر اثر آن بخشی از ضلع غربی تپه‌ای که قلعه روی آن بنا شده، تخریب شده‌است. قاسمی میزان خسارات وارد شده به بناهای تاریخی لرستان را بیش از از ۵۰ میلیارد تومان بیان کرد.

### جاده‌ها، اراضی کشاورزی و مدارس
بر اساس اینفوگرافی سازمان هلال احمر از خسارات؛ سیل در استان لرستان باعث تخریب ۵۷ پل و از بین رفتن ۲۵۰ کیلومتر راه اصلی و بزرگراه شده‌است. حدود ۳۰ هزار هکتار از ۸۵۰ هزار هکتار اراضی کشاورزی از بین رفته‌اند و به ۱۵۰ مزرعهٔ پرورش ماهی در این استان خسارت وارد شده‌است. به گفته مدیر کل آموزش و پرورش استان لرستان در مجموع به ۷۱۲ مدرسه خسارت وارد شد از این تعداد به ۶۰ مدرسه با بیش از ۱۵۰ کلاس درس خسارات جدی وارد شده و غیرقابل استفاده هستند که باید تخریب و بازسازی شوند. رئیس سازمان امور عشایر ایران نیز اعلام کرد ۱۵ هزار راس دام عشایر در جریان سیل تلف شده‌اند.

### زیرساخت
به گفته سخنگوی وزارت ارتباطات بیشترین خسارت در شبکه ارتباطی مربوط به پل دختر با حدود ۳۵۰ میلیارد تومان بوده‌است. به گفته او تمام مرکز مخابراتی، سوئیچ و شبکه فیبر در این منطقه نابود شده‌است. همچنین در جریان سیل به شبکه برق ۶۷۰ روستا خسارت وارد شد. مدیر آبفای استان لرستان نیز اعلام کرد شبکه‌های آب شهر معمولان و پلدختر به‌طور کامل از مدار خارج گردید و در شهرهای خرم‌آباد، دوره چگنی، کوهدشت، نورآباد، ازنا، الشتر و دورود به شبکه‌های آب و فاضلاب خساراتی وارد شد.

## امدادرسانی
به دلیل تخریب راه‌ها بخصوص در پل‌دختر امدادرسانی زمینی با مشکل مواجه شد. همچنین به دلیل شرایط بد جوی امکان امداد هوایی در برخی از نقاط وجود نداشت. به گفته معاون سازمان امداد و نجات در استان لرستان تا ۱۶ فروردین ۱۳۹۸ در ۱۰ شهرستان به تعداد ۴۶ هزار نفر امدادرسانی شده و ۱۴۵۰۳ نفر اسکان اضطراری داده و ۱۳۰۰ واحد مسکونی از آب تخلیه شده‌است. به گفته او از ۱۰۰ تیم عملیاتی و ۶ بالگرد هلال احمر، ۸ بالگرد ارتش و ۲ بالگرد سپاه با مجموع ۱۵۲ ساعت پرواز برای امدادرسانی استفاده شده‌است.
به دلیل تخریب مسیر ارتباطی جهت کمک رسانی به مردم پل‌دختر و روستاهای اطراف آن، برخی از نیروهای مردمی با پای پیاده و طی کیلومترها راه کوهستانی، کمک‌های خود را به آنان رساندند.
فرمانده نیروی زمینی ارتش نیز اعلام کرد تا کنون سه هزار نیرو برای استان لرستان بکار گرفته شده و ۳۶۰۰ نفر دیگر از ۱۶ فروردین وارد منطقه لرستان خواهد شد. همچنین راه‌اندازی پل مهم پل شهدای هفتم تیر پل دختر نیز به گفته او توسط ارتش انجام خواهد شد.
همچنین جمعیت امام علی نیز اقدام به ایجاد ستادهای کمک رسانی در استان‌های مختلف کرد.
قرارگاه‌های امدادرسانی ستاد اجرایی فرمان امام با حضور ۸۰۰ نیرو در قالب ۵۰ گروه جهادی خدمت‌رسانی به سیل‌زدگان را آغاز کردند. محمد مخبر از اهدای ۱۰ هزار بسته لوازم خانگی و ۱۵ هزار بسته لوازم تحریر به عنوان هدیه رهبر جمهوری اسلامی ایران و ایجاد ۳ هزار شغل خانگی با مدل بنیاد برکت پس از عادی شدن شرایط در این منطقه خبر داد.
قاسم سلیمانی فرمانده سپاه قدس ضمن صدور پیامی از استقرار موکب‌های خدمت رسانی اربعین به مدت یک ماه و تا هنگام عادی شدن وضعیت در مناطق در معرض سیل خوزستان و لرستان خبر داد.
پس از پیام سلیمانی حسن پلارک رئیس ستاد بازسازی عتبات عالیات گفت که خدمت‌رسانی موکب‌های اربعین در مناطق سیل زده لرستان و خوزستان آغاز شده‌است.به گفته رحمانی فضلی این موکب‌ها به امدادرسانی و رفع نیاز غذایی سیل‌زدگان در مناطق سیل‌زده می‌پردازند.

## انتقادات
مدیریت و امدادرسانی قبل و پس از سیل با انتقاد فراوانی همراه بود. بادامچی نماینده مجلس تهران از تمرکز رسانه‌ها و مسئولین در شیراز و گرگان و عدم توجه به فاجعه لرستان انتقاد کردند. همچنین مهران مدیری در برنامه طنز تلویزیونی دورهمی از نحوه فعالیت مسئولین در مواجه با حوادث و همچنین رفتار مردم انتقاد کرد. پس از آن وزیر کشور خواستار برخورد با این برنامه شد همچنین معاون صدا و سیما نیز به عوامل این برنامه تذکر داد. درحالی که بخشدار معمولان در یک برنامه زنده تلویزیونی در حال انتقاد از نحوه امدادرسانی بود صبحت‌های وی با تلاش مجری نیمه کاره قطع شد.
رئیس جمعیت هلال احمر به دلیل نقایص و کوتاهی‌های احتمالی از مردم لرستان عذرخواهی کرد.

## نگارخانه

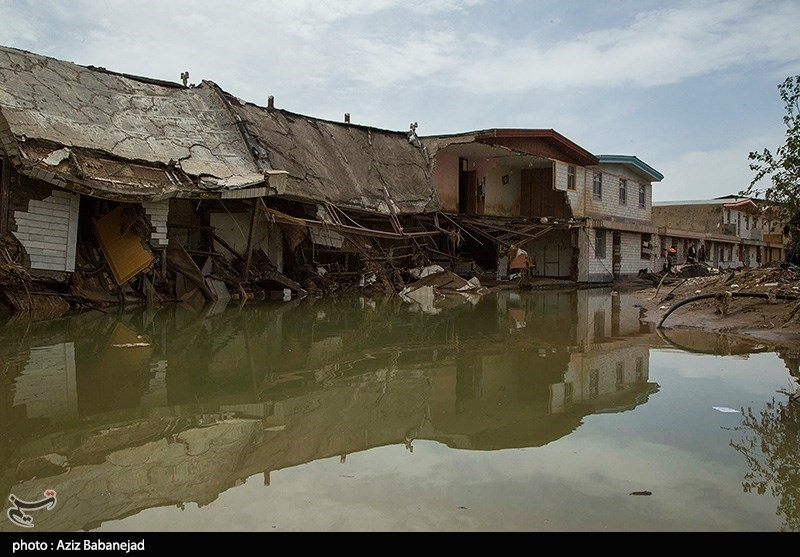
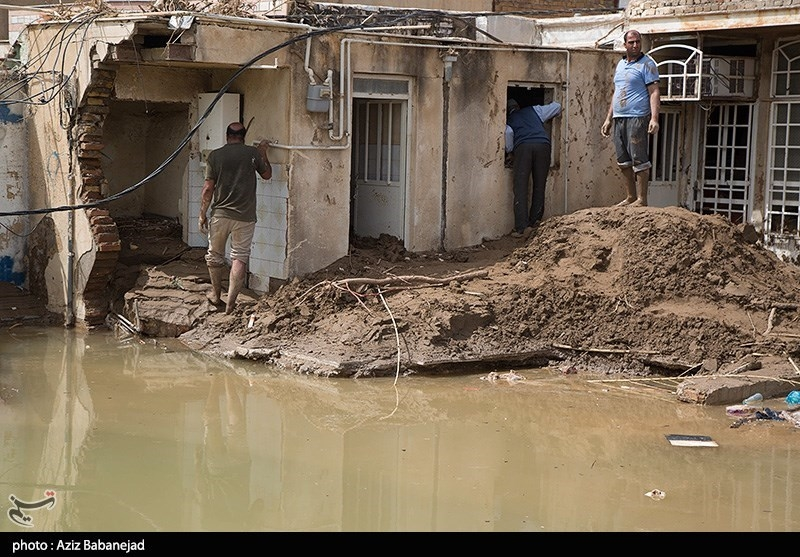
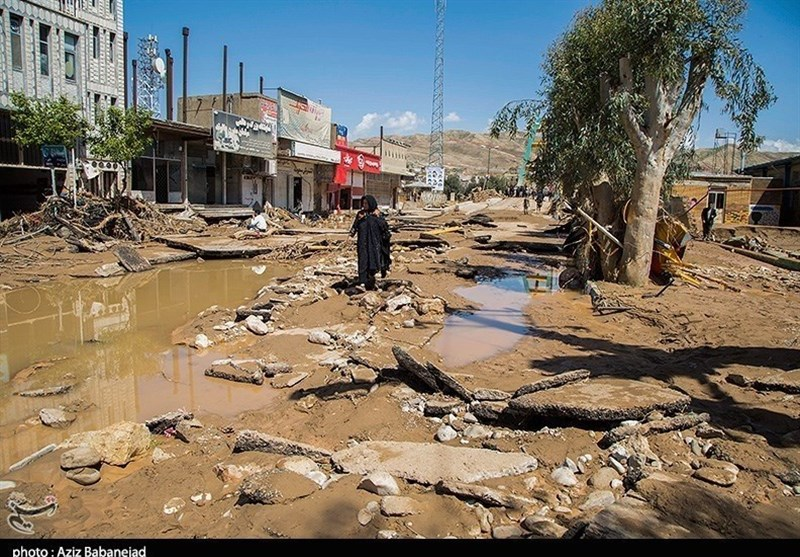
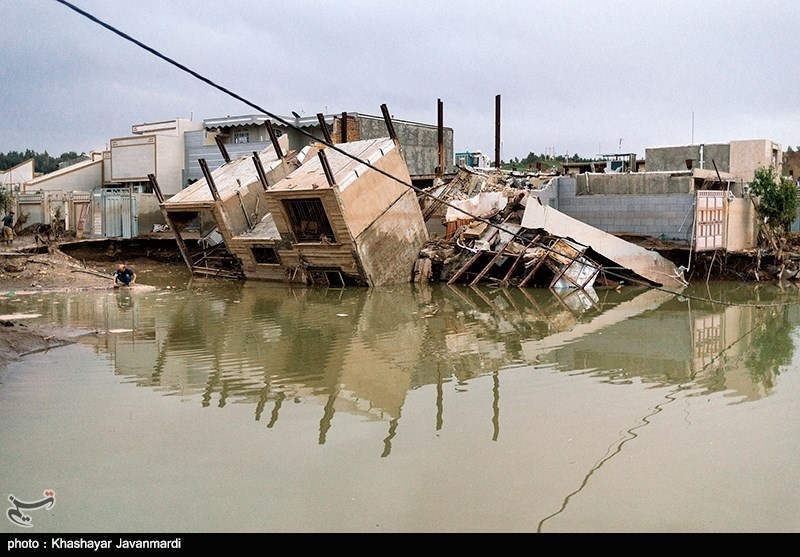
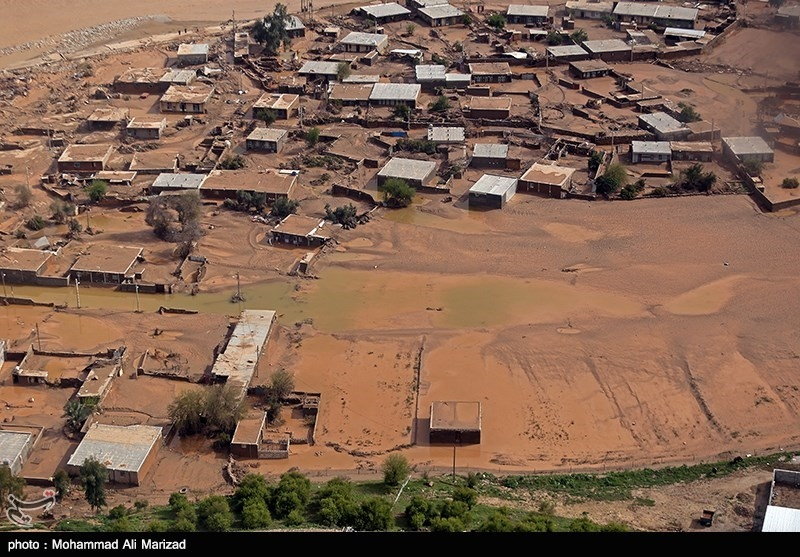
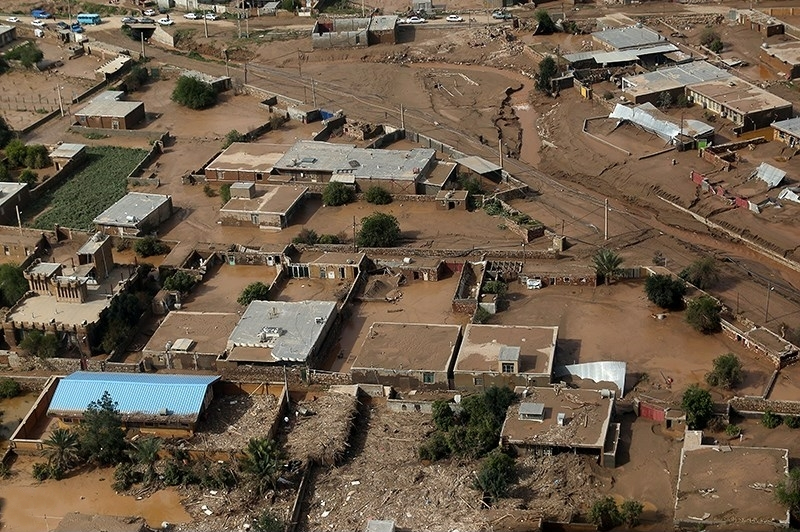
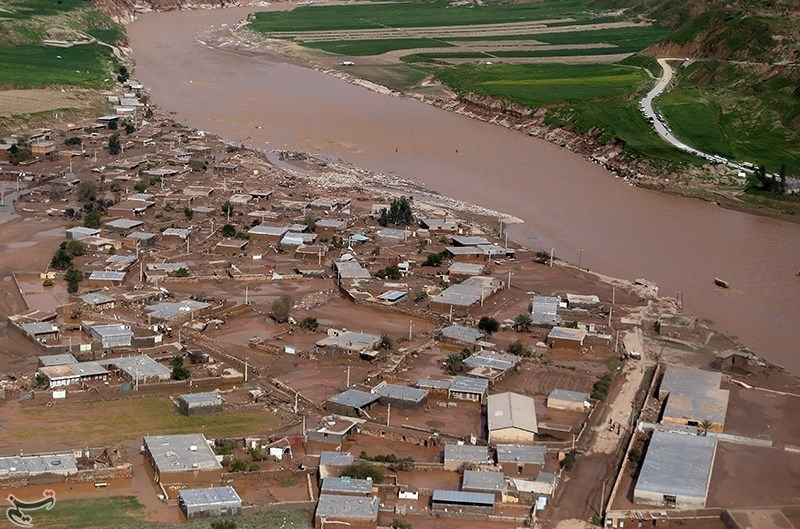
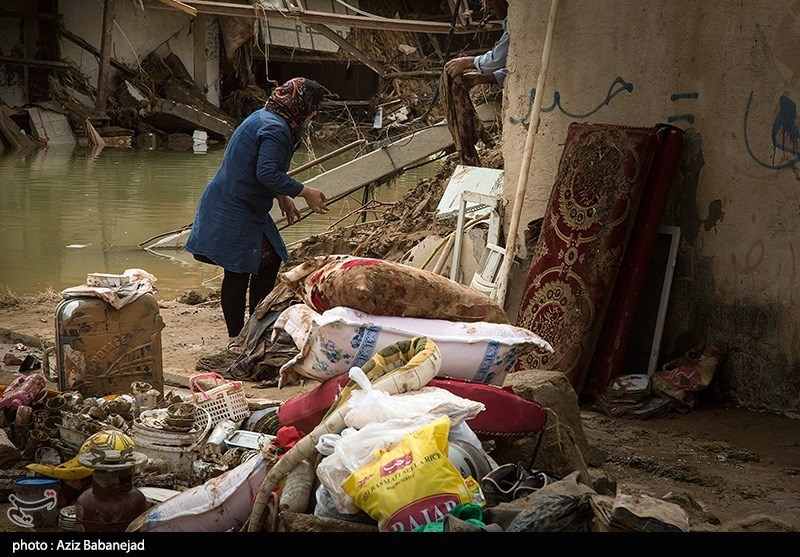
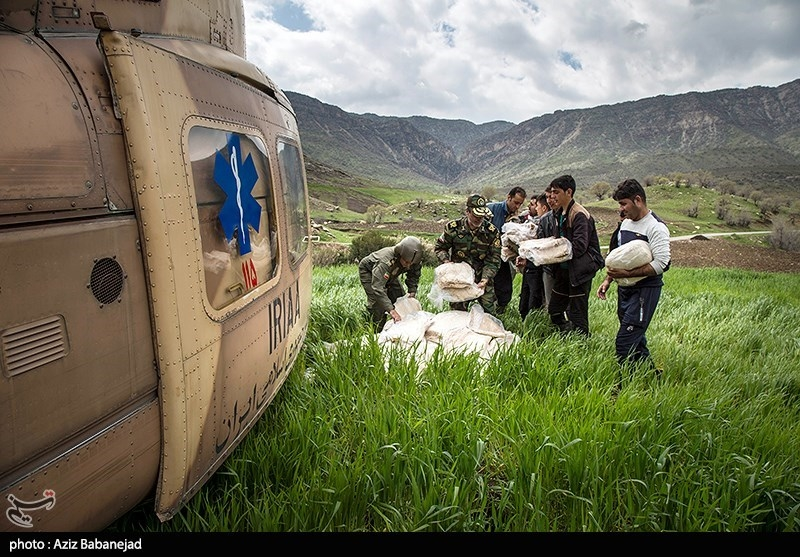
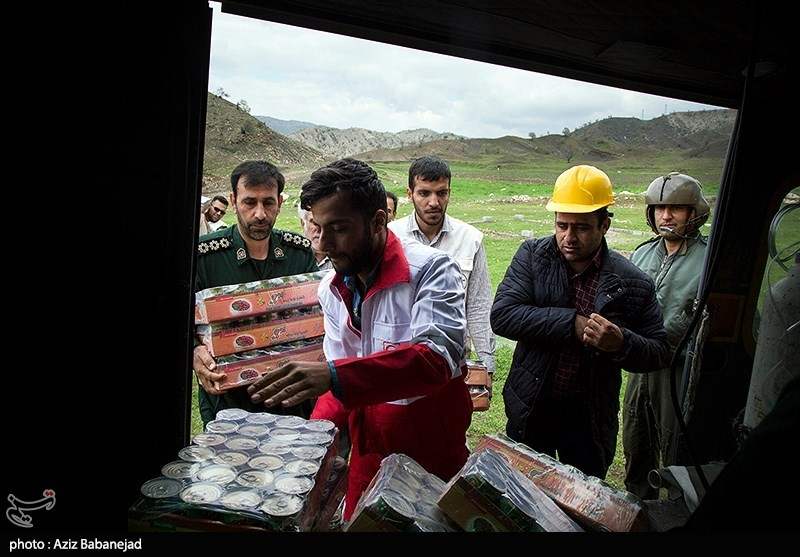
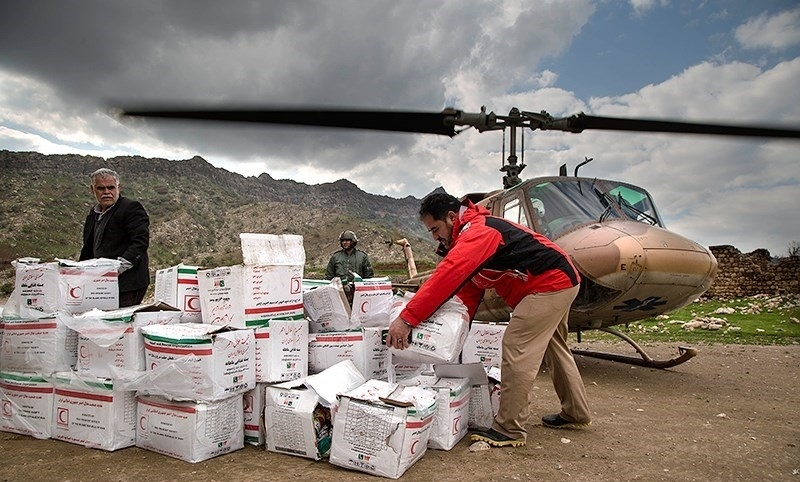
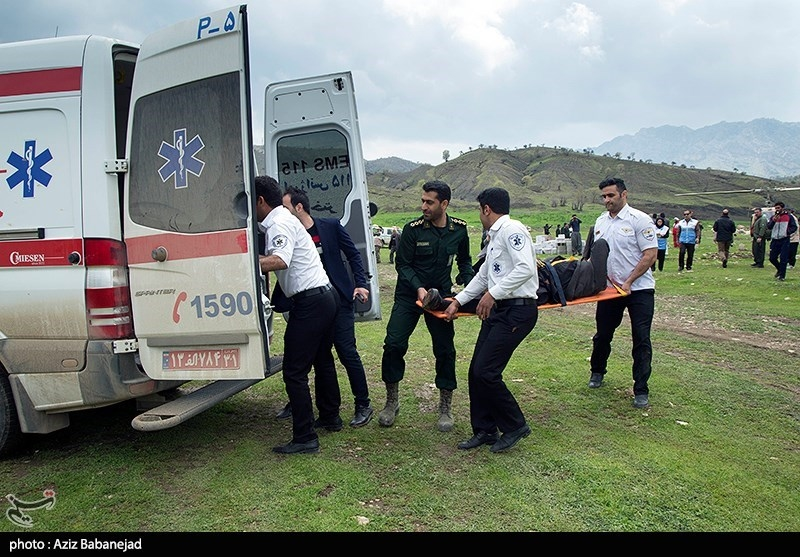